# FM Imperial
A Rádio Imperial FM é uma emissora de rádio brasileira sediada em Pedro II, no estado do Piauí, e opera na frequência de 95,5 MHz.

## História

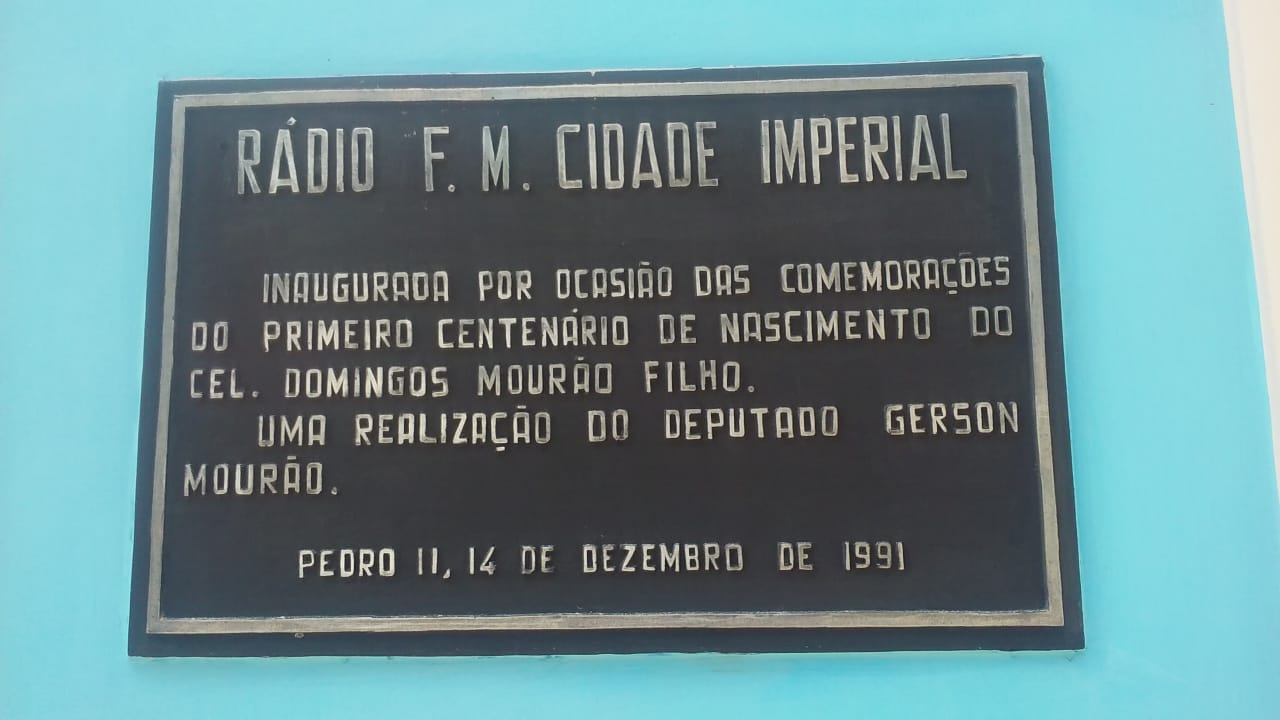
Placa com as informações de inauguração.

Originalmente sob o nome de FM Cidade Imperial, a emissora obteve a outorga de funcionamento em 26 de fevereiro de 1991 pelo decreto legislativo nº 14, do Congresso Nacional do Brasil, publicado no Diário Oficial da União na edição do dia 27 de fevereiro de 1991 e obteve a permissão para atuar na emissão comercial de rádio FM em 14 de dezembro de 1991 . Teve como principal idealizador o Dr. Gérson Mourão, que à época era deputado estadual; posteriormente, seu filho Gérson Mourão Filho assumiu o comando da emissora.
A rádio funciona numa tradicional e preservada edificação no centro histórico de Pedro II, e se destaca por sua abrangência, chegando a ser ouvida nitidamente em municípios do Maranhão e do Ceará graças à localização privilegiada de seu transmissor, instalado em plena Serra dos Matões.